# Plomin
Plomin (en Italien, Fianona) est un village d'Istrie situé dans la municipalité de Kršan, dans le Comitat d'Istrie. Au recensement de 2001, le village comptait 124 habitants.

## Géographie
Plomin est situé approximativement à 11 km au nord de Labin, sur une colline haute de 80 mètres. C'est une destination populaire pour les touristes voyageant à travers l'Istrie par la route.

## Histoire
Originairement nommée Fianona, une ville fut construite à l'époque romaine, au-dessus de la baie qui porte le même nom. Le césar romain Constantius Gallus y fut exécuté en 354.
Plomin fut abandonnée après la Seconde Guerre mondiale, car elle devenait trop morose pour ses habitants, la plupart du temps des Italiens, qui émigraient vers l'Italie. Toutefois, elle a depuis été repeuplée, et regroupe aujourd'hui environ 130 personnes. Les bâtiments dans la cité datent de quelques siècles, bâtis sur les ruines des anciennes maisons romaines. Les murs datent du IXe siècle.
Plomin possède deux églises, St George l'Aîné et St George le Jeune. Toutes les deux contiennent de l'art chrétien. George l'Aîné contient un texte religieux du XIe siècle écrit en alphabet glagolitique, le plus ancien alphabet slave connu.

## Démographie
| 1948 | 1953 | 1961 | 1971 | 1981 | 1991 | 2001 |
| ---- | ---- | ---- | ---- | ---- | ---- | ---- |
| 298  | 129  | 179  | 125  | 114  | 137  | 124  |